# Cherio
Il Cherio (Chère in dialetto bergamasco) è un fiume a regime torrentizio della Provincia di Bergamo. 
Nasce dal monte Torrezzo, forma il lago di Endine e la Val Cavallina e confluisce da destra nell'Oglio a valle di Palosco. Il principale affluente è il Tadone, da destra. Altro affluente è il Malmera e il Bragazzo. 
Attraversa i comuni di Endine Gaiano, Spinone al Lago, Monasterolo del Castello, Casazza, Vigano San Martino, Grone, Borgo di Terzo, Berzo San Fermo, Luzzana, Entratico, Trescore Balneario, Zandobbio, Gorlago, Carobbio degli Angeli, Bolgare, Calcinate, Mornico al Serio e Palosco.